# Западни Јоркшир
Западни Јоркшир (енгл. West Yorkshire) је грофовија на северу Енглеске, у региону Јоркшир и Хамбер. Западни Јоркшир се граничи са грофовијама: Дарбишир, Шири Манчестер, Ланкашир, Северни Јоркшир и Јужни Јоркшир. Главни град је Вејкфилд. 
Грофовија обухвата густо насељену агломерацију градова која је највећа у историјском подручју Јоркшира. Сви градови Западног Јоркшира су се развили у доба Индустријске револуције. Плански изграђено индустријско село Салтер (Saltaire) је од 2001. на листи Светске баштине. 

## Администрација
Грофовија се састоји из управних јединица: Бредфорд, Калдердејл, Кирклиз, Лидс и Вејкфилд. Формирана је 1974. Веће грофовије је распуштено 1986. Од тада су дистрикти де факто аутономне јединице управе, иако грофовија формално и даље постоји. 